# エルイェロ・エリア
エルイェロ・ジョージ・リナルド・エリア（エルジェロ・エーリア、Eljero George Rinaldo Elia, 1987年2月13日 - ）は、オランダ・南ホラント州フォールブルフ出身のサッカー選手。ポジションはフォワード（ウイング）。

## クラブ経歴
ADOデン・ハーグ
1996年からADOデン・ハーグの下部組織に在籍し、2000年から2002年までの期間はアヤックス・アムステルダムの下部組織に所属していた。2004年、17歳でADOデン・ハーグのトップチームデビューし、そのシーズンは4試合に出場して1得点した。2005年にはオランダU-19代表に招集されたが、急速に成長したことから2006年初頭にはオランダU-21代表に選出された。しかしADOデン・ハーグの新監督にレックス・スフーンマカーが就任し、エリアはクラブとの関係が悪化していった。
FCトゥウェンテ

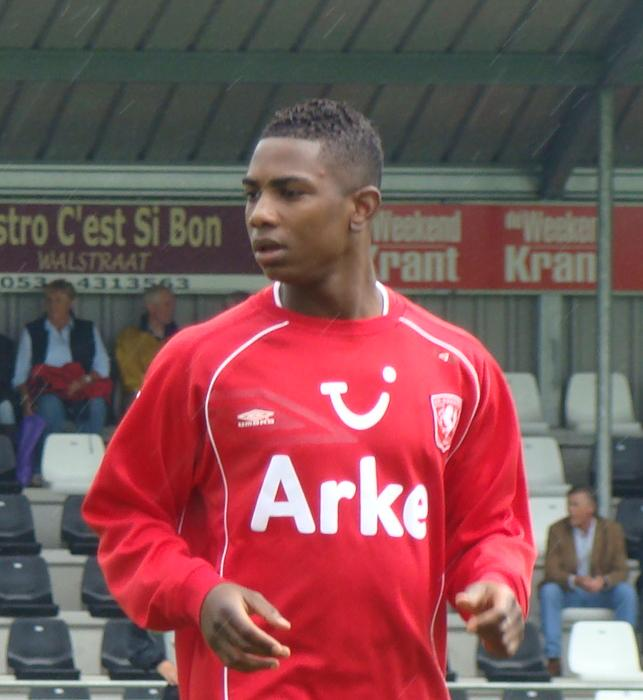
トゥウェンテ時代のエリア

2007年、FCトゥウェンテに移籍した。2008-09シーズンは開幕から3戦連続で得点し、その後もコンスタントに得点した。チーム最多の先発回数を記録し、チーム3位の9得点の活躍でリーグ戦2位に貢献した。ブレイズ・ヌクフォ、マルコ・アルナウトヴィッチとの3トップでチーム総得点の6割弱の37点を稼いだ。アーセナルFCとのUEFAチャンピオンズリーグ予選3回戦に敗れて回ったUEFAカップでは2008年11月6日のグループリーグ・マンチェスター・シティFC戦で同点ゴールを決めた。12月3日のシャルケ04戦ではグループリーグ突破を決めるケネス・ペレスの決勝点の起点となった。2008-09シーズンのオランダ年間若手最優秀選手としてヨハン・クライフ賞を受賞。
ハンブルガーSV
2009年7月4日、移籍金900万ユーロの5年契約でハンブルガーSVに移籍した。かつて在籍したアヤックス・アムステルダムもエリア獲得を狙っていたが、FCトゥウェンテのヨープ・ムンスターマン会長はリーグ内の強豪に選手を譲渡することに難色を示し、アヤックスからのオファーを拒んだ。ハンブルガーSVに所属しているヨリス・マタイセンやロメオ・カステレン、ハンブルガーSVに所属した経験のあるラファエル・ファン・デル・ファールトやハリド・ブラルーズに相談してハンブルガーSV移籍を決意したという。移籍金の5%を古巣のADOデン・ハーグが受け取る。右膝と膝蓋腱の負傷によりプレシーズンをほぼ棒に振ったが、8月9日、リーグ開幕戦のSCフライブルク戦で69分にピオトル・トロホウスキと代わって途中出場し、デビューを飾った。8月15日のボルシア・ドルトムント戦でははじめて先発出場した。8月23日のVfLヴォルフスブルク戦で7分にリーグ戦初得点を決め、9月12日のVfBシュトゥットガルト戦でも得点した。11月8日、ロベルト・エンケの最後の試合となったハノーファー96戦ではチームの2点目を決めた。開幕から14試合全てに連続出場中だったが、11月28日の1.FSVマインツ05戦で前半早々にタックルを受けて負傷交代した。
ユヴェントスFC
2011年8月にユヴェントスFCに4年契約で移籍。移籍金は900万ユーロで契約内の達成内容によって100万ユーロのボーナスが追加される。ユヴェントスではアントニオ・コンテ監督の信頼を得るに至れず、カップ戦を含め公式戦5試合の出場に終わった。
ヴェルダー・ブレーメン
2012年7月にヴェルダー・ブレーメンに移籍。移籍金は550万ユーロで契約内の達成内容によって200万ユーロのボーナスが追加される。
サウサンプトンFC
2014年12月23日、出場機会を求めてサウサンプトンFCへ2015年1月からシーズン終了までの半年間のレンタル移籍が決定した。
フェイエノールト
2015年8月6日、フェイエノールトに2017年6月までの2年契約で移籍した。加入当初から度々決定的活躍をするも、次第にフォームを欠いて厳しい批判を受けることも多かった。しかし、シーズン終盤に再び存在感を高め、FCユトレヒトとのKNVBカップ決勝では決勝ゴールを決めてフェイエノールトの優勝に貢献した。2016年6月30日、2018年まで契約を延長した。
2016-17シーズンもフェイエノールトで不動のスタメンであり、8月7日のエールディヴィジ第1節のFCフローニンゲン戦でキャリア初のハットトリックを記録した。さらに左手の指が外れながらもカタコンベで治療後にすぐピッチに駆け戻る闘志を見せた。この試合でフットボール・インターナショナル、アルヘメーン・ダッハブラッドの週間最優秀選手に選ばれている。

## 代表経歴
オランダ代表としては前述の年代別代表に選出されたのち、2009年8月12日の親善試合・イングランド戦で初めてA代表に招集される。この試合では出場しなかったものの、9月5日の親善試合・日本戦で後半開始からアリエン・ロッベンに代わって途中出場し初出場を記録し、2アシストで3-0の勝利に貢献した。テレビの解説者をしていたヤープ・スタムは「エリアの動きのすべてが相手の脅威となっていた」と称えた。その4日後のワールドカップ予選・スコットランド戦では決勝点となる代表初ゴールを記録した。
2010年5月、2010 FIFAワールドカップに出場するオランダ代表メンバー23人に選出された。

## 代表歴

### 出場大会
- オランダ代表
  - 2010 FIFAワールドカップ

### 試合数
- 国際Aマッチ 30試合 2得点（2009年-2018年）[19]

| オランダ代表 | 国際Aマッチ | 国際Aマッチ |
| 年           | 出場        | 得点        |
| ------------ | ----------- | ----------- |
| 2009         | 5           | 1           |
| 2010         | 12          | 1           |
| 2011         | 9           | 0           |
| 2012         | 2           | 0           |
| 2013         | 0           | 0           |
| 2014         | 0           | 0           |
| 2015         | 0           | 0           |
| 2016         | 0           | 0           |
| 2017         | 0           | 0           |
| 2018         | 2           | 0           |
| 通算         | 30          | 2           |

## タイトル
- フェイエノールト

エールディヴィジ :　2016-17
KNVBカップ :　2015-16
- イスタンブール・バシャクシェヒル

スュペル・リグ :　2019-20